# کاج دریایی

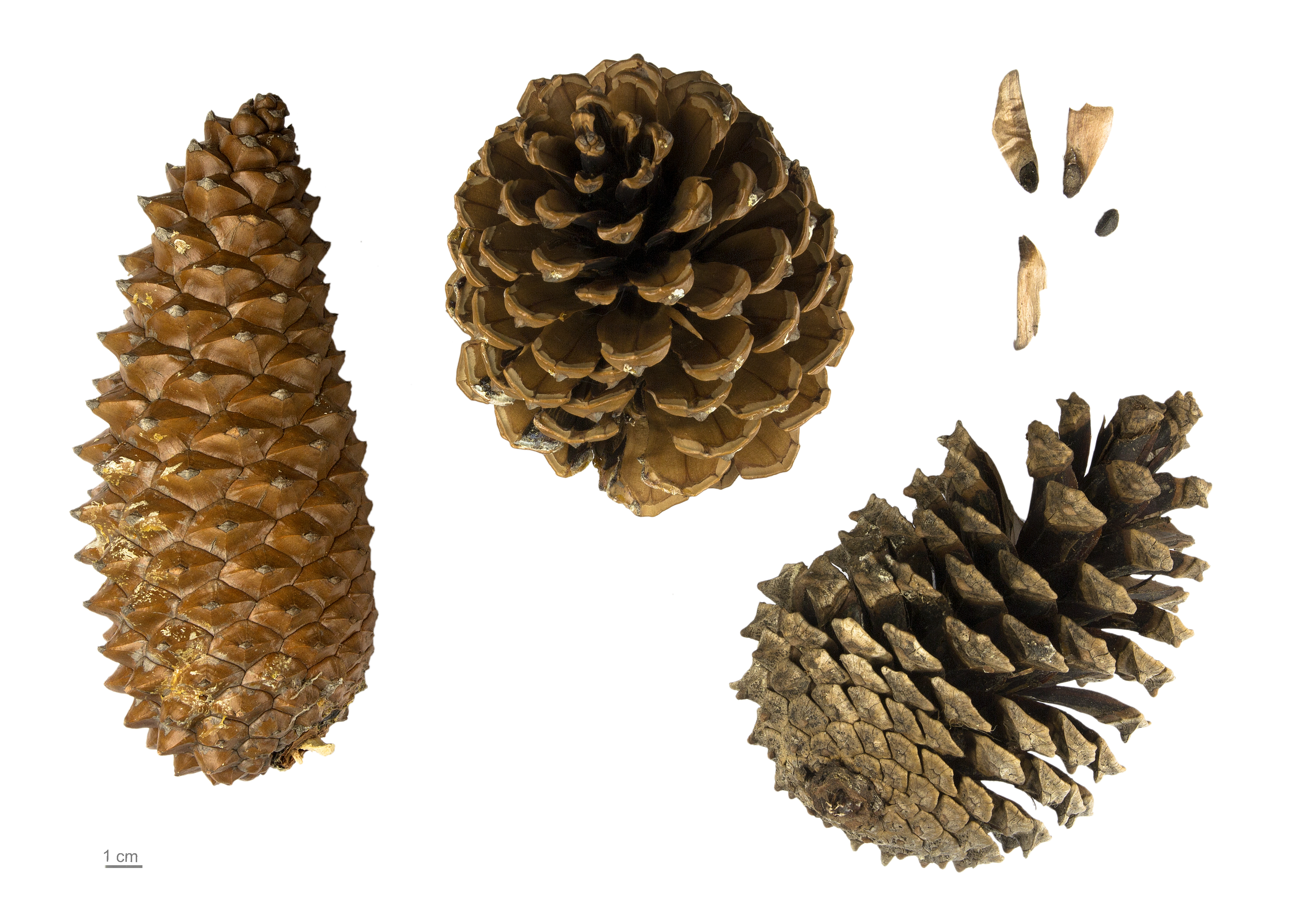
Pinus pinaster

کاج دریایی (نام علمی: Pinus pinaster) نام یک گونه از سرده کاج است. این کاج در آب و هوای مدیترانه‌ای مثل آب و هوای الجزایر، مالت، اسپانیا و پرتغال می‌روید. نام‌های دیگر آن کاج ساحلی و کاج خوشه‌ای است.